# دوغ كريغ
دوغ كريغ (16 مارس 1928 بفانكوفر في كندا - 9 مارس 2003) هو لاعب كرة قدم كندي في مركز الهجوم.